# Dominus et deus noster sic fieri jubet
«Dominus et deus noster hoc fieri jubet» — «Так повелевает наш господин и бог» — латинское крылатое выражение.
Так можно сказать о приказе (настойчивой просьбе) влиятельного или (иронически) слишком много о себе воображающего человека.
Впервые данное выражение встречается в произведении Светония «Жизнь двенадцати цезарей». В этих словах отразилась склонность к самовозвеличиванию, присущая римскому императору Домициану.
«С не меньшей гордыней он начал однажды правительственное письмо от имени прокураторов такими словами: „Государь наш и бог повелевает…“ — и с тех пор повелось называть его и в письменных и в устных обращениях только так.»
От лат. dominus происходит доминат — неограниченная монархия, установленная в Риме в правление императора Диоклетиана. В результате «лат. Dominus et deus» стало официальным обращением к императору.